# Blind Idiot God
Blind Idiot God ist ein US-amerikanisches Instrumental-Rock-Trio aus St. Louis, Missouri, das Mitte der 1980er Jahre von Andy Hawkins (E-Gitarre), Gabe Katz (E-Bass) und Ted Epstein (Schlagzeug) gegründet wurde. Die Band bestand bis etwa 1993. Ihre Musik wird dem Post-Hardcore zugerechnet und weist neben Hardcore Einflüsse von Thrash- bzw. Speed Metal, Dub und Jazz-Fusion auf und gilt als wegweisend für den Math-Rock. Die Phrase „blind idiot god“ stammt aus H. P. Lovecrafts Beschreibung des Gottes Azathoth.

## Geschichte
Die Band entwickelte sich im Umfeld der Hardcore-Punk-Szene in St. Louis. Nachdem Gregg Ginn von Black Flag ihre Demokassette gehört und ihnen einen Plattenvertrag bei SST Records verschafft hatte, zogen sie nach Brooklyn, New York um, wo sie rasch Kontakt zu Bill Laswell, John Zorn und Henry Rollins bekamen. Im Januar und Februar 1987 nahmen sie ihr Debütalbum Blind Idiot God in den B.C. Studios von Martin Bisi in Brooklyn auf. Der fungierte auch als Produzent des Albums, das im selben Jahr bei SST Records veröffentlicht wurde. Als ihre Einflüsse nennt die Band Jimi Hendrix, MC5, Blue Cheer, Velvet Underground, Glenn Branca, Sonic Youth, aber auch John Coltrane, György Ligeti und Igor Stravinsky, was sie einerseits zu Vorläufern des Grunge, anderseits des Math-Rock machte. 1997 erklärte Andy Hawkins in einem Interview der Zeitschrift Guitar Player, warum er sich Anregungen aus der klassischen Musik holt: „When I listen to a lot of metal and hard rock, I think 'Great Intensity! Boring chords!“ (Wenn ich mir viele Metal- und Rock-Sachen anhören, denke ich: Wahnsinnige Intensität! Langweilige Akkorde!).
1988 legten sie ihr zweites Album Undertow auf dem Label Enemy Records vor. John Zorn beteiligte sich hier als Gastmusiker, Produzent war diesmal Bill Laswell. Wie auf ihrem Debüt (More Time von The Meters) coverten sie auch hier eine Funk-Stück, nämlich George Clintons Alice in My Fantasies.
Erst 1992 fanden sie mit John Zorns Avant Records ein neues Label, auf dem sie ihr drittes und letztes Album Cyclotron veröffentlichten. Auch hier war Bill Laswell Produzent.
1993 war Blind Idiot God an Bill Laswells Praxis – „Sacrifist“ (Toy's Factory, Japan) zusammen mit Bill Laswell, John Zorn, Buckethead, Bootsy Collins, Mick Harris, Yamatsuka Eye und Bernie Worrell beteiligt. Ferner nahmen sie mit Henry Rollins auf.
2001 kam es nach fast einer Dekade der Inaktivität zur Wiedervereinigung von Blind Idiot God, wobei Tim Wyskida von Khanate Ted Epstein am Schlagzeug ersetzte. Außerdem traten sie zusammen mit Gerald Menke unter dem Namen Downriver auf und produzierten Drone-artige Songs.

## Soloaktivitäten
Andy Hawkins arbeitete mit Buckethead und Bernie Worrell, hat unter anderem für Die Haut „At First...But Then“ remixed und Solo-Alben unter dem Namen Azonic veröffentlicht (z. B. Halo, Strata 1994, produziert von Bill Laswell).
Gabe Katz ist auf „Dub Terror Exhaust“ von Bill Laswells Automaton zu hören, sowie auf Axiom Dub Mysteries of Creation Axiom von 1996, außerdem auf der CD „Where It Goes“ von Lori Carson.
Ted Epstein war Mitglied von John Zorns Spy vs. Spy (John Zorn – Altsaxophon, Tim Berne – Alt- & Baritonsaxophon, Mark Dresser – Bass, Joey Baron – Schlagzeug, Ted Epstein – Schlagzeug), sowie bei Zorns Nebenprojekt Slan – „the world's first all-Jewish heavy-metal band“ (Zorn), zusammen mit Elliott Sharp. Zwei Songs von Slan sind auf Live at The Knitting Factory Volume 3 (Knitting Factory Works, 1990) zu hören. Beteiligt war Epstein auch an der Neuaufnahme von „T.V. Eye“ für „Rubaiyat - Elektra's 40th Anniversary“, 1990 (zusammen mit John Zorn, Yamatsuka Eye, Robert Quine, Bill Laswell) sowie an der Tourband von Elliott Sharp 1990/91.

## Diskografie
- 1987: Blind Idiot God (SST Records)
- 1988: Undertow (Enemy Records)
- 1989: Sawtooth (EP 12" Vinyl, Enemy Records)
- 1992: Cyclotron (Avant Records)
- 2015: Before Ever After (Indivisible Music)